# Battaglia di Keresztes
La battaglia di Keresztes o battaglia di Mezokeresztes si svolse il 24-26 ottobre 1596, tra le forze congiunte austro-transilvane degli Asburgo e le forze turche, presso il villaggio di Mezőkeresztes (in turco Haçova) nel nord dell'Ungheria. La battaglia si chiuse con un'inaspettata vittoria turca.

## Antefatto
Nella primavera del 1593, presso la cittadina di Sisak (attuale Croazia), allora sul confine tra Impero ottomano e domini degli Asburgo d'Austria, le truppe imperiali al comando del conte Ruprecht von Eggenberg avevano respinto un'incursione di razziatori ottomani guidati dal Beylerbey Hasan Predojević (battaglia di Sisak). Lo scontro aveva dato all'imperatore Rodolfo II d'Asburgo il pretesto per scatenare contro il sultano Murad III la crociata che sognava da diversi anni. Lo scontro divenne poi noto come Lunga Guerra o "guerra dei Tredici Anni d'Ungheria".
Mentre da Roma papa Clemente VIII riunì una nuova Lega Santa per appoggiare le truppe asburgiche, nei Carpazi gli agenti dell'imperatore avevano convinto i voivoda dei Principati danubiani (Sigismondo Báthory di Transilvania, Aron Tiranul di Moldavia e Michele il Coraggioso di Valacchia) a misconoscere il vassallaggio nei confronti della Sublime porta, accendendo la ribellione lungo il Danubio. L'esercito del sultano, al comando del Gran Vizir Koca Sinan Pasha, lasciò Istanbul e puntò verso i rumeni ma per tutto il 1594 le forze ottomane non riuscirono a snidare le truppe dei valacco-transilvani guidate da Michele il Coraggioso e da Ștefan Răzvan.
Il 15 gennaio 1595 il sultano Murad III morì, lasciando il trono al figlio Mehmet III. Il 23 giugno successivo, Mehmet III lasciava Istanbul per intraprendere la "Campagna d'Ungheria". Sotto il comando diretto del sultano, l'armata raggiunse Adrianopoli, Filibe (attuale Plovdiv), Sofia e Niš, arrivando a Belgrado il 9 agosto.

Il 13 agosto 1595 Michele di Valacchia stroncò, nella Battaglia di Călugăreni, le forze del Gran Vizir Sinan Pasha e si attestò tra i monti transilvani, in attesa dei rinforzi di Báthory guidati da István Bocskai. I generali dell'imperatore Rodolfo si facevano nel frattempo carico degli scontri nei Balcani. A nord, i conti Karl von Mansfeld e Mátyás Cseszneky strapparono Esztergom (attuale Ungheria) alle truppe di Sinan Pasha, minando pesantemente il prestigio del comandante ottomano. A sud, von Eggenberg occupò Petrinja (attuale Croazia), importante testa di ponte per la penetrazione ottomana in Europa.

Il 20 agosto, Mehmet III superava la Sava, entrando in territorio Asburgo, per poi puntare sul forte di Erlau, preposto al controllo delle vie di comunicazione tra l'Austria, la Transilvania ed il cuore delle terre asburgiche, rivoltatasi contro la Porta. La rocca venne cinta d'assedio il 21 settembre 1596 e capitolò il 12 ottobre. Per ordine diretto del sultano, raggiunto dalla notizia del massacro di cittadini turchi appena perpetrato dalle forze degli Asburgo alla conquista del castello di Hatvan, tutti i prigionieri cristiani vennero giustiziati.
Chiusosi nella fortezza appena conquistata, Mehmet venne raggiunto dalla notizia che un forte esercito di austriaci e transilvani stava avanzando contro di lui. Inizialmente intenzionato a ritirarsi verso Istanbul, il sultano venne invece faticosamente convinto dal Gran vizir Damat İbrahim Pascià ad affrontare i cristiani in campo aperto.

## Gli schieramenti
Le due armate si fronteggiarono sulla piana di Haçova (Mezőkeresztes in lingua ungherese).
L'armata cristiana, comandata congiuntamente dall'arciduca d'Austria Massimiliano III e dal voivoda di Transilvania Sigismondo Báthory, si era trincerata presso le rovine di un'antica chiesa.
L'armata turca, recentemente provata dall'assedio di Erlau, arrivò sul campo di battaglia dopo una faticosa marcia attraverso il territorio paludoso.

## Battaglia
La battaglia di Haçova, che si sarebbe protratta per due giorni interi (25 e 26 ottobre), cominciò quando le forze turche diedero l'assalto alle trincee cristiane. L'attacco venne vanificato dal tiro di sbarramento dei cannoni e dei moschetti austriaci che ricacciarono indietro i soldati del sultano.
Il 26 ottobre l'armata ottomana sembrava essere prossima alla sconfitta.

I cristiani entrarono in forze nel campo turco, dandosi però a uno sfrenato saccheggio. Il sultano stesso si salvò grazie all'intervento del personale del campo e dei religiosi, che si posizionarono intorno a lui in una muraglia umana. Le forze degli Asburgo lasciarono precipitosamente il campo, in disordine. I turchi mossero un nuovo assalto, spalleggiato dalla loro artiglieria, mettendo in rotta definitiva il nemico.

## Conseguenze
Il 27 ottobre il sultano Mehmet III nominò Scipione Cicala suo nuovo Gran vizir per i servigi resi sul campo e inviò messi a Istanbul con le notizie della conquista di Erlau e della vittoria nella battaglia di Haçova (Keresztes).
Nonostante il bagno di sangue di Keresztes, gli Asburgo rinnovarono i loro attacchi nel 1597. Il campo di battaglia si spostò a Sud: gli austriaci conquistarono Pápa, Tata, Győr e Veszprém. L'esercito turco impegnato nell'assedio di Oradea, in Transilvania, venne sconfitto nel 1598 ma il successo cristiano non riuscì a convincere il sultano a desistere dal conflitto. La rivolta anti-turca della Bulgaria (v. Prima Sommossa di Tarnovo), orchestrata da Rodolfo II e dal voivoda Michele di Valacchia, non sortì del pari alcun effetto significativo: Tarnovo venne liberata per breve tempo dal giogo ottomano ma venne rapidamente riconquistata dal sultano con un bagno di sangue dei rivoltosi.

La Lunga Guerra era ben lungi dalla sua conclusione.

### Fonti
- Naima, Mustafa (1704), Ravḍatü 'l-Ḥüseyn fi ḫulāsat-i aḫbāri 'l-ḫāfiqayn.
- Peçevi, İbrahim (post-1640), Tarih-i Peçevi, 2 v.

### Studi
- Sakaoglu, Necdet (1999), Bu Mulkun Sultanlari, Istanbul, Oglak, ISBN 9753292996.
- Shaw, Stanford J. (1976), History of the Ottoman Empire and Modern Turkey: Vol. 1, Empire of the Gazis, Cambridge University Press, ISBN 0-521-29163-1.